# Stictoptera aequisecta
Stictoptera aequisecta là một loài bướm đêm trong họ Noctuidae.